# Ciocanul Boekarest
Ciocanul Boekarest was een Roemeense voetbalclub uit de hoofdstad Boekarest.

## Geschiedenis
De club werd opgericht in 1919 onder de naam Maccabi Boekarest door joden uit Boekarest. In 1934/35 nam de club deel aan de tweede klasse die opgedeeld was in vijf reeksen en werd groepswinnaar. In de eindronde om promotie werd de club derde en bleef in de tweede klasse. De volgende seizoenen eindigde de club in de middenmoot. In 1939 werd de club vicekampioen achter Unirea Tricolor Boekarest. Het volgende seizoen werd de derde plaats bereikt. Tijdens de Tweede Wereldoorlog werd de club uitgesloten vanwege de joodse connecties. Na de oorlog werd de club heropgericht en in 1946 nam de club de naam Ciocanul aan. 
Ciocanul mocht in de hoogste klasse spelen en werd gedeeld zesde. Het volgende seizoen werd de club achtste. In mei 1948 fusioneerde de club met Unirea Tricolor en werd zo Dinamo Boekarest. Deze club zou uitgroeien tot het tweede meest succesvolle team van het land. 

## Bekende (oud-)spelers
- Norberto Höfling